# Уфимський трамвай
Уфимський трамвай — діюча трамвайна мережа міста Уфа, Росія.

## Історія
Перші плани з будівництва трамваїв в Уфі були запропоновані з 1898. Трамваї в Уфі було введено в експлуатацію 1 лютого 1937. На початку Другої світової війни, довжина трьох трамвайних ліній склала 21 км. На 1986 рік довжина ліній досягла максимальної довжини 156 км. На 1995 рік діяло 23 лінії. У 2000 році почався процес ліквідації деяких ліній, в результаті чого на 2005 рік в Уфі діяло 20 ліній. На березень 2011 року, діяло 13 ліній.

## Маршрути на початок 2010-х
| Трамвайні маршрути Уфи | Трамвайні маршрути Уфи                            | Трамвайні маршрути Уфи | Трамвайні маршрути Уфи | Трамвайні маршрути Уфи |
| Номер                  | Кінцеві зупинки                                   | Маршрут прямування | Депо, що обслуговує    | Примітки               |
| ---------------------- | ------------------------------------------------- | --- | ---------------------- | ---------------------- |
| 1                      | Железнодорожный вокзал — Санаторий "Зелёная роща" | улица Вокзальная — улица Ленина — бульвар Ибрагимова — улица Большая Гражданская — улица Мингажева — улица Ветошникова — улица Сун-Ят-Сена — улица Менделеева | 1                      |                        |
| 3                      | Автоцентр «ВАЗ» — Улица Монтажников               | улица Богдана Хмельницкого — улица Дмитрия Донского — улица Максима Горького — улица Ульяновых — улица Кислородная — улица Юбилейная — улица Грибоедова — улица Юбилейная | 2                      |                        |
| 5                      | Госцирк — Улица Пушкина                           | улица Рихарда Зорге — улица Шафиева — улица Рихарда Зорге — улица Большая Гражданская — улица Мингажева — улица Революционная — улица Аксакова — улица Свердлова — улица Султанова | 1                      |                        |
| 6                      | Улица Космонавтов — Стадион имени Гастелло        | улица Кольцевая — улица Мира — улица Максима Горького — улица Дмитрия Донского — улица Богдана Хмельницкого — улица Вологодская — улица Сельская Богородская | 2                      |                        |
| 7                      | Железнодорожный вокзал — Улица Пушкина            | улица Вокзальная — улица Ленина — бульвар Ибрагимова — улица Большая Гражданская — улица Мингажева — улица Революционная — улица Аксакова — улица Свердлова — улица Султанова | 1                      |                        |
| 8                      | Улица Интернациональная — Улица Трамвайная        | улица Интернациональная — улица Александра Невского — улица Шумавцова — улица Маяковского — улица Нежинская — улица Кольцевая — улица Мира — улица Максима Горького — улица Дмитрия Донского — улица Богдана Хмельницкого — улица Вологодская — улица Сельская Богородская — улица Индустриальное Шоссе — улица Трамвайная | 2                      |                        |
| 10                     | Госцирк — Железнодорожный вокзал                  | улица Рихарда Зорге — улица Шафиева — улица Рихарда Зорге — улица Большая Гражданская — бульвар Ибрагимова — улица Ленина — улица Вокзальная | 1                      |                        |
| 12                     | Улица Интернациональная — Улица Монтажников       | улица Интернациональная — улица Александра Невского — улица Шумавцова — улица Маяковского — улица Нежинская — улица Кольцевая — улица Мира — улица Максима Горького — улица Ульяновых — улица Кислородная — улица Юбилейная — улица Грибоедова — улица Юбилейная                                                           | 2                      | работает по будням     |
| 16                     | Улица Пушкина — Санаторий «Зелёная роща»          | улица Султанова — улица Свердлова — улица Аксакова — улица Революционная — улица Мингажева — улица Ветошникова — улица Сун-Ят-Сена — улица Менделеева | 1                      |                        |
| 18                     | Госцирк — Санаторий «Зелёная роща»                | улица Рихарда Зорге — улица Шафиева — улица Рихарда Зорге — улица Большая Гражданская — улица Мингажева — улица Ветошникова — улица Сун-Ят-Сена — улица Менделеева | 1                      |                        |

## Депо
В Уфі до 2003 року було три депо. На початок 2010-х існує два трамвайних депо:
- Депо № 1 (депо № 1), обслуговує лінії: 1, 4K, 5, 7, 10, 16,18, 21
- Депо № 2 (депо № 2), обслуговує лінії: 3, 6, 8, 12

## Рухомий склад на початок 2010-х
| Тип        | Штук |
| ---------- | ---- |
| Tatra T3SU | 27   |
| Tatra T3D  | 47   |
| KTM-5A     | 10   |
| KTM-8K     | 64   |
| KTM-8KM    | 7    |
| Tatra T6B5 | 4    |
| LM-93      | 2    |
| 71-402     | 1    |
| KTM-19K    | 1    |
| KTM-19A    | 1    |
| KTM-23     | 5    |

Також експлуатується 20 службових вагонів.

## Ресурси Інтернету
- Сайт МУЭТ г. Уфы
- Уфа — СТТС
- Электронная схема общественного транспорта Уфы
- Электротранспорт Уфы
- Список отечественных трамвайных вагонов Уфы на сайте «Трамвайные вагоны»
- Маршруты общественного транспорта Уфы
- Общественный транспорт города Уфы онлайн